# Матурана, Франсиско
Франси́ско (Па́чо) Матура́на (исп. Francisco "Pacho" Maturana; род. 2 февраля 1949, Кибдо) — колумбийский футболист, тренер. Выступал на позиции защитника, играл за сборную Колумбии. Наиболее известен по тренерским достижениям — привёл «Атлетико Насьональ» к победе в Кубке Либертадорес, много лет тренировал сборную Колумбии, неоднократно выводил её на чемпионат мира. В 2001 году привёл Колумбию к первой в её истории победе в Кубке Америки. Тренировал также сборные Эквадора, Перу, Коста-Рики и Тринидада и Тобаго.

## Биография
Родился в городе Кибдо, но в детском возрасте переехал вместе с семьёй в Медельин. Учился в Университете Антьокии, где позже получил степень специалиста стоматолога. В течение десятилетия, с 1970 по 1980 год выступал за «Атлетико Насьональ», в котором он дважды становился чемпионом Колумбии. В 1981 году сыграл 6 матчей за сборную Колумбии в рамках отборочного цикла к чемпионату мира 1982. Завершил карьеру игрока в «Депортес Толиме».
По рекомендации уругвайцев Анибаля Руиса и Луиса Кубильи в 1986 году начал тренерскую карьеру. Его первым клубом стал «Онсе Кальдас», а затем он возглавил «Атлетико Насьональ». В конце 1980-х это был один из сильнейших клубов Южной Америки. Именно Матурана привёл этот клуб к победе в Кубке Либертадорес 1989 года. В матче за Межконтинентальный кубок «Атлетико» лишь на последней минуте добавленного времени пропустил решающий гол от клубных чемпионов Европы «Милана».
При этом в 1987—1990 гг. одновременно возглавлял и сборную Колумбии. Матурана четырежды назначался главным тренером национальной команды Колумбии в 1980-е — 2000-е годы. Он вывел Колумбию в финальную стадию чемпионатов мира 1990 (впервые за 28 лет) и 1994 годов и руководил ей на тех турнирах. Кроме того, руководил этой сборной на Кубках Америки 1993, 1995, 1997, 2001. В последнем случае привёл Колумбию к первому континентальному чемпионству в истории страны. В 2003 году довёл колумбийцев до полуфинала Кубка конфедераций.

## Достижения
Игрок
- Чемпион Колумбии (2): 1973, 1976

Тренер
- Чемпион Колумбии (1): 1992
- Чемпион Саудовской Аравии (1): 2001/02
- Победитель Кубка Либертадорес (1): 1989
- Победитель Кубка Америки: 2001
- Футбольный тренер года в Южной Америке (1): 1993